# Distributivgesetz

Visualisierung des Distributivgesetzes für positive Zahlen

Die Distributivgesetze/Verteilungsgesetze (lateinisch distribuere ‚verteilen‘) sind mathematische Regeln, die angeben, wie sich zwei zweistellige Verknüpfungen bei der Auflösung von Klammern zueinander verhalten, nämlich dass die eine Verknüpfung in einer bestimmten Weise mit der anderen Verknüpfung verträglich ist.
Insbesondere in der Schulmathematik bezeichnet man die Verwendung des Distributivgesetzes zur Umwandlung einer Summe in ein Produkt als Ausklammern, Herausheben oder Faktorisieren. Das Auflösen von Klammern durch Anwenden des Distributivgesetzes wird als Ausmultiplizieren bezeichnet.
Das Distributivgesetz bildet mit dem Assoziativgesetz und dem Kommutativgesetz grundlegende Regeln der Algebra.

## Formale Definition
Auf einer Menge {\displaystyle A} seien zwei zweistellige Verknüpfungen {\displaystyle {\diamond }\colon A\times A\to A} und {\displaystyle *\colon A\times A\to A} definiert. Die Verknüpfung {\displaystyle *} heißt
- linksdistributiv über {\displaystyle \diamond ,} wenn für alle {\displaystyle a,b,c\in A} gilt {\displaystyle a*(b\diamond c)=(a*b)\diamond (a*c)};
- rechtsdistributiv über {\displaystyle \diamond ,} wenn für alle {\displaystyle a,b,c\in A} gilt {\displaystyle (a\diamond b)*c=(a*c)\diamond (b*c)};
- distributiv über {\displaystyle \diamond ,} wenn sie links- und rechtsdistributiv über {\displaystyle \diamond } ist.

Wenn die Verknüpfung {\displaystyle *} kommutativ ist, so sind diese drei Bedingungen äquivalent.

## Bedeutung
Als Beispiel können die zweistelligen Verknüpfungen der Addition {\displaystyle (+)} und der Multiplikation {\displaystyle (\cdot )} von Zahlen dienen.
Man unterscheidet zwischen linksdistributiven und rechtsdistributiven Verknüpfungen:
{\displaystyle a\cdot \left(b\pm c\right)=a\cdot b\pm a\cdot c}  (linksdistributiv)
{\displaystyle (a\pm b)\cdot c=a\cdot c\pm b\cdot c}  (rechtsdistributiv)
In Worten:
Eine Summe (bzw. Differenz) wird mit einem Faktor multipliziert, indem man jeden Summand (bzw. Minuend und Subtrahend) mit diesem Faktor multipliziert und die Produktwerte addiert (bzw. subtrahiert).
Ist die „übergeordnete“ Verknüpfung, in diesem Fall die Multiplikation, kommutativ, so kann man aus der Linksdistributivität auch die Rechtsdistributivität folgern und umgekehrt.
Ein Beispiel für „nur“ Rechtsdistributivität ist die Division, die nicht kommutativ ist:
{\displaystyle (a\pm b):c=a:c\pm b:c\quad (c\neq 0)}
Hier gilt in der Regel:
{\displaystyle a:(b\pm c)\neq a:b\pm a:c}
In der Schulmathematik werden meistens nur die beidseitigen (kommutativen) Distributivgesetze als solche bezeichnet und das Divisionsgesetz umgangen. Es wird dann nur gerechnet:
Für {\displaystyle a=m\cdot c} und {\displaystyle b=n\cdot c} mit {\displaystyle c\neq 0} gilt
{\displaystyle (a\pm b):c=(m\cdot c\pm n\cdot c):c=(m\pm n)\cdot c:c=m\pm n}.
Die Distributivgesetze gehören zu den Axiomen für Ringe und Körper. Beispiele für Strukturen, in denen zwei Funktionen sich gegenseitig zueinander distributiv verhalten, sind Boolesche Algebren, wie die Algebra der Mengen oder die Schaltalgebra. Es gibt aber auch Kombinationen von Verknüpfungen, die sich nicht distributiv zueinander verhalten; zum Beispiel ist die Addition nicht distributiv gegenüber der Multiplikation.
Das Multiplizieren von Summen kann man auch folgendermaßen in Worte fassen: Eine Summe wird mit einer Summe multipliziert, indem man jeden Summanden der einen Summe mit jedem Summanden der anderen Summe – unter Beachtung der Vorzeichen – multipliziert und die entstehenden Produkte addiert.
Weitere Beispiele für das Distributivgesetz in der Schulmathematik sind die Potenzgesetze:
{\displaystyle (a\cdot b)^{n}=a^{n}\cdot b^{n}}
{\displaystyle (a:b)^{n}=a^{n}:b^{n}\quad (b\neq 0)}
Das Potenzieren bzw. Radizieren von Produkten oder Quotienten ist jeweils rechtsdistributiv.
Für die in der Schulmathematik unter dem Namen „Grundrechenarten“ zusammengefassten Zahlverknüpfungen                      Addition und Subtraktion (sogenannte „Strichrechnungen“ oder „Rechenarten der 1. Stufe“),                                               Multiplikation und Division (sogenannte „Punktrechnungen“ oder „Rechenarten der 2. Stufe“) sowie                                     Potenzieren und Radizieren („Rechenarten der dritten Stufe“) lässt sich die folgende Regel formulieren:
Das Distributivgesetz gilt genau dann, wenn auf eine Rechenart eine der nächst höheren Stufe folgt.
Demzufolge gilt das Distributivgesetz genau dann, wenn eine Summe oder Differenz multipliziert oder dividiert  bzw. wenn ein Produkt oder Quotient potenziert oder radiziert wird.
Gegenbeispiel ist etwa das Quadrieren einer Summe, eine der wohl häufigsten Fehlerquellen der Mittelstufenmathematik:
{\displaystyle (3+5)^{2}\neq 3^{2}+5^{2}}
Denn hier folgt auf die 1. Stufe (Addition)  die 3. Stufe (Potenzieren), also die übernächste Stufe.

## Beispiele

### Reelle Zahlen
In den folgenden Beispielen wird die Verwendung des Distributivgesetzes auf der Menge der reellen Zahlen {\displaystyle \mathbb {R} } illustriert. In der Schulmathematik spricht man bei diesen Beispielen meist von Ausmultiplizieren. Aus der Sicht der Algebra bilden die reellen Zahlen einen Körper, was die Gültigkeit des Distributivgesetzes sichert.
Erstes Beispiel
Beim Kopfrechnen wird das Distributivgesetz oftmals unbewusst verwendet:
{\displaystyle 6\cdot 16=6\cdot (10+6)=6\cdot 10+6\cdot 6=60+36=96}
Man will 6 · 16 im Kopf berechnen. Dazu multipliziert man 6 · 10 sowie 6 · 6 und addiert die Zwischenergebnisse. Auch das schriftliche Multiplizieren beruht auf dem Distributivgesetz.
Zweites Beispiel
{\displaystyle 3\cdot a^{2}\cdot b\cdot (4\cdot a-5\cdot b)=3\cdot a^{2}\cdot b\cdot 4\cdot a-3\cdot a^{2}\cdot b\cdot 5\cdot b=12\cdot a^{3}\cdot b-15\cdot a^{2}\cdot b^{2}}
Drittes Beispiel
{\displaystyle {\begin{aligned}(a+b)\cdot (a-b)&=a\cdot (a-b)+b\cdot (a-b)=a^{2}-a\cdot b+b\cdot a-b^{2}=a^{2}-b^{2}\\&=(a+b)\cdot a-(a+b)\cdot b=a^{2}+b\cdot a-a\cdot b-b^{2}=a^{2}-b^{2}\end{aligned}}}
Hier wurde das Distributivgesetz zweimal angewandt und das Ergebnis zusammengefasst. Dabei ist es egal, welche Klammer zuerst ausmultipliziert wird oder ob in einem Schritt jeder Summand der ersten Klammer mit jedem Summanden der zweiten Klammer multipliziert wird. Es ergibt sich also die dritte Binomische Formel.
Viertes Beispiel
Hier wird das Distributivgesetz andersherum angewandt als in den Beispielen zuvor. Betrachte
{\displaystyle 12\cdot a^{3}\cdot b^{2}-30\cdot a^{4}\cdot b\cdot c+18\cdot a^{2}\cdot b^{3}\cdot c^{2}}
Da in allen Summanden der Faktor {\displaystyle 6a^{2}b} vorkommt, kann dieser ausgeklammert werden. Das heißt, aufgrund des Distributivgesetzes gilt
{\displaystyle 12\cdot a^{3}\cdot b^{2}-30\cdot a^{4}\cdot b\cdot c+18\cdot a^{2}\cdot b^{3}\cdot c^{2}=6\cdot a^{2}\cdot b\cdot (2\cdot a\cdot b-5\cdot a^{2}\cdot c+3\cdot b^{2}\cdot c^{2})}

### Matrizen
Auch für die Matrizenmultiplikation ist das Distributivgesetz gültig. Genauer gesagt gilt
{\displaystyle (A+B)\cdot C=A\cdot C+B\cdot C}
für alle {\displaystyle l\times m}-Matrizen {\displaystyle A,B} und {\displaystyle m\times n}-Matrizen {\displaystyle C} sowie
{\displaystyle A\cdot (B+C)=A\cdot B+A\cdot C}
für alle {\displaystyle l\times m}-Matrizen {\displaystyle A} und {\displaystyle m\times n}-Matrizen {\displaystyle B,C}. Da für die Matrizenmultiplikation das Kommutativgesetz nicht gilt, folgt aus dem ersten Gesetz nicht das zweite. Es handelt sich in diesem Fall also um zwei verschiedene Gesetze.

### Mengenlehre
In der Mengenlehre gelten für die Schnittmenge, Vereinigungsmenge und Differenzmenge folgende Distributivgesetze:
{\displaystyle A\cup \left(B\cap C\right)=\left(A\cup B\right)\cap \left(A\cup C\right)}
{\displaystyle A\cap \left(B\cup C\right)=\left(A\cap B\right)\cup \left(A\cap C\right)}
{\displaystyle (A\cap B)\setminus C=(A\setminus C)\cap (B\setminus C)}
{\displaystyle (A\cup B)\setminus C=(A\setminus C)\cup (B\setminus C)}

### Aussagenlogik
In der Aussagenlogik gelten für die Konjunktion und die Disjunktion folgende Distributivgesetze:
{\displaystyle A\lor (B\land C)\Leftrightarrow (A\lor B)\land (A\lor C)}
{\displaystyle A\land (B\lor C)\Leftrightarrow (A\land B)\lor (A\land C)}